# Iskut
Iskut, jedna od dviju skupina Tahltan Indijanaca iz Britanske Kolumbije, Kanada. Glavno središte im je Iskut na Iskut I.R. No.6., oko 600 kilometara sjeverno od Terrace. Brojno stanje iznosilo je 662 (Registered Indian Population by Sex and Residence 2008, Indian and Northern Affairs Canada).
Banda se službeno vodi pod imenom Iskut First Nation.